# Cmentarz wojenny nr 223 – Brzostek
Cmentarz wojenny nr 223 – Brzostek – cmentarz z I wojny światowej zaprojektowany przez Gustava Rossmanna, w formie pojedynczej mogiły zbiorowej znajdujący się w mieście Brzostek w gminie Brzostek. Jeden z ponad 400 zachodniogalicyjskich cmentarzy wojennych zbudowanych przez Oddział Grobów Wojennych C. i K. Komendantury Wojskowej w Krakowie.
Na cmentarzu pochowanych jest 47 austriackich żołnierzy poległych na początku maja 1915 roku

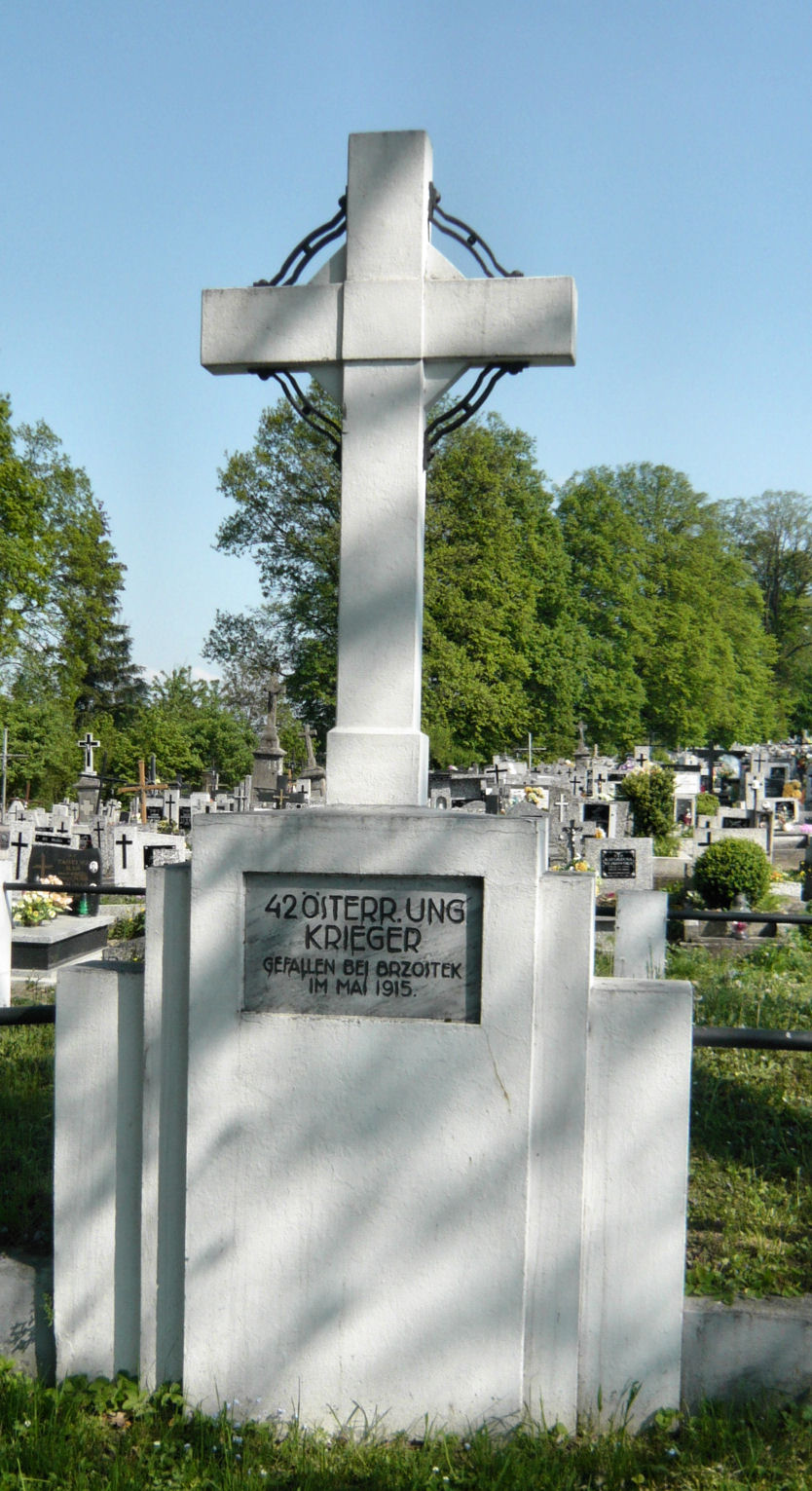
Pomnik główny

Obiekt znajduje przy wejściu na cmentarz parafialny, przy drodze i jest zachowany w dobrym stanie. Ma kształt prostokąta o powierzchni 26 m².
Na bokach mogiły znajdują się dwie betonowe wnęki, po kształcie których można przypuszczać, że zawierały żeliwne tablice z co najmniej częścią nazwisk poległych żołnierzy. Znajduje się w bezpośrednim sąsiedztwie cmentarza 224 oraz cmentarza 225.